# Michalowsky
Michalowsky ist der Name folgender Personen:
- Angela Michalowsky (* 1951), deutsche Badmintonspielerin
- Edgar Michalowsky (* 1950), deutscher Badmintonspieler
- Erfried Michalowsky (* 1950), deutscher Badmintonspieler
- Ilona Michalowsky (* 1960), verheiratete Ryk, deutsche Badmintonspielerin
- Katja Michalowsky (* 1974), deutsche Badmintonspielerin
- Norbert Michalowsky (1957–2025), deutscher Badmintonspieler
- Petra Michalowsky (* 1962), deutsche Badmintonspielerin
- Ralf Michalowsky (* 1950), ehemaliger Landtagsabgeordneter in Nordrhein-Westfalen

Siehe auch:
- Michalowski
- Michałowski